# Minderheiten-Spiel
In einem Minderheiten-Spiel muss eine ungerade Anzahl Spieler in jeder Runde eine von zwei oder mehr Alternativen wählen. Die Spieler, die zur kleinsten durch die Auswahl formierten Gruppe gehören, gewinnen. Das Minderheiten-Spiel ist somit ein typisches Beispiel der Spieltheorie. 
Das erste Minderheiten-Spiel wurde von Yi-Cheng Zhang und Damien Challet von der Universität Fribourg vorgeschlagen. Inspiriert wurde es vom El-Farol-Bar-Problem, welches ein einfaches Modell ist, das zeigt, wie (egoistische) Spieler kooperieren, ohne zu kommunizieren.

## Anwendungen
Ein klassisches Minderheiten-Spiel findet jedes Jahr in der Haupturlaubszeit statt: Es gewinnt (d. h. kommt in den kleineren Stau), wer seinen Reisezeitpunkt so legt, dass er mit den wenigsten anderen Autofahrern gemeinsam auf der Autobahn ist. (Siehe auch Verkehrsphysik, Braess-Paradoxon)